# João Carlos Nunes Abreu

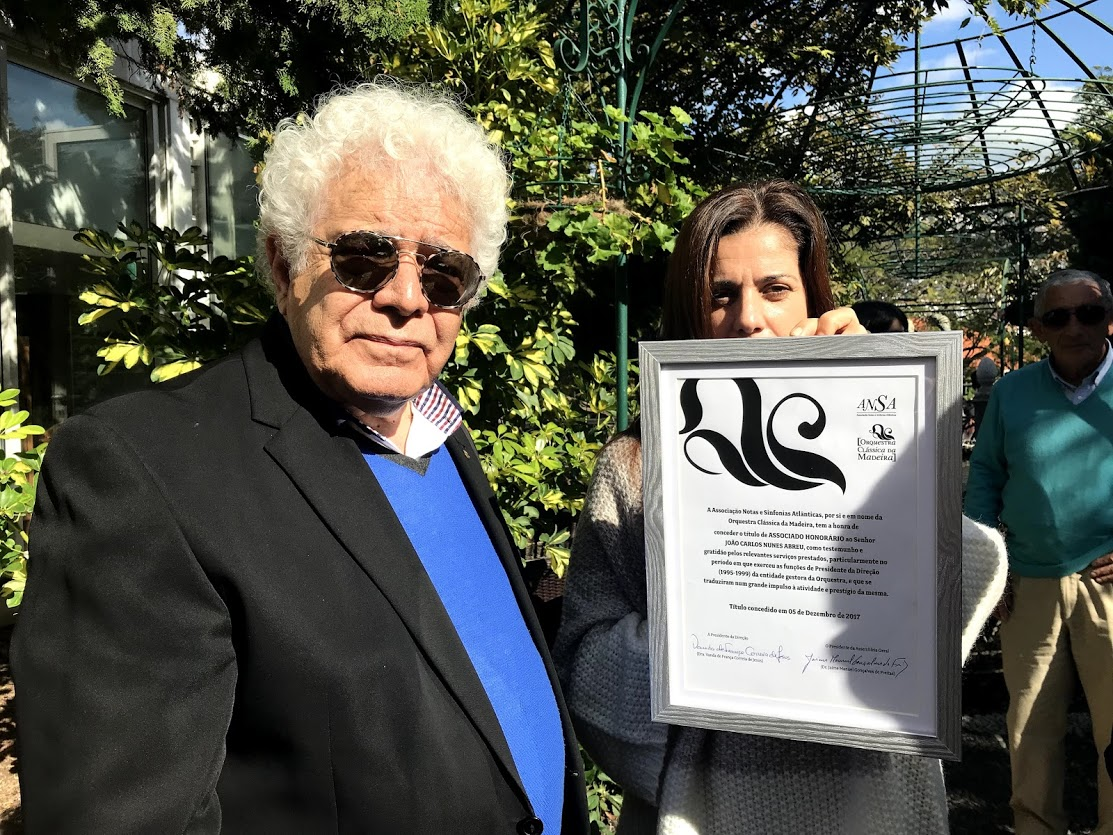
João Carlos Nunes Abreu recebe o título de Associado Honorário da Orquestra Clássica da Madeira (ostenta o diploma Silvia Chícharo, curadora da Casa Museu Universo de Memórias)

João Carlos Nunes Abreu (Funchal, Madeira, Portugal, 5 de dezembro de 1935) é um poeta, escritor, dramaturgo, jornalista e político que exerceu as funções de Secretário Regional no Governo da Região Autónoma da Madeira entre 1984 e 2007, sob a presidência de Alberto João Jardim. Dirigiu a Criamar - Associação de Solidariedade Social para o Desenvolvimento e Apoio a Crianças e Jovens até 2024, ano em que iniciou a sua própria associação - Associação João Carlos Abreu - SoldaVida.

## Biografia
Filho de Manuel Gomes Abreu e Maria da Conceição Nunes Abreu, João Carlos Nunes Abreu, nasceu no Funchal, na freguesia de São Pedro, a 5 de dezembro de 1935, irmão mais novo de Maria Teresa e João Manuel. Desde tenra idade, e até atingir 25 anos de idade, morou na zona velha da Cidade.
Viveu algum tempo em Roma e em Bolzano, onde estudou Jornalismo e Gestão de Empresas.
Desde os 16 anos que realiza viagens de estudo e recreio pelos quatro cantos do mundo, publicou centenas de crónicas em jornais e revistas nacionais e estrangeiras, dois guias turísticos sobre a Madeira em inglês e vinte livros entre poesia e prosa (Bibliografia completa mais abaixo). Em 1961 frequentou o primeiro curso de férias de Cultura Geral na Universidade de Lisboa *. Trabalhou nos Serviços de imprensa do Concílio do Vaticano II. Enveredou, depois, pela hotelaria, onde passou cerca de um ano no sul de Inglaterra e de regresso ao Funchal fundou o restaurante "Romana" que teve depois um efeito transformador na zona velha do Funchal.
Exerceu a sua actividade profissional no âmbito do turismo como director hoteleiro e, já como servidor público, foi nomeado sucessivamente Director Regional dos Serviços de Animação, Director Regional de Turismo, e durante 23 anos (1984-2007), foi Secretário Regional de Turismo e Cultura onde cria, entre outras inovações, o conceito de "Secretaria Aberta".
Em junho de 2007, a seu pedido, cessa as funções no Governo Regional da Madeira e a partir desta data tem se dedicado à escrita, ao teatro, às viagens e a causas humanitárias, presidindo à Associação CRIAMAR.
Possui alguns cursos na área das relações públicas, promovidos por instituições de prestígio norte americanas. Em várias cidades do país e em países como Chipre, Canadá, Itália, (Universidades de Nápoles e Roma) e em Espanha (Museu Canário), participou como palestrante em conferências sobre questões culturais, turísticas e ambientais. A partir dos anos 90, João Carlos Abreu diversifica a sua actividade artística para dar os seus primeiros passos na pintura e, mais tarde, também no Teatro, como actor e dramaturgo.

## Secretário Regional do Governo
João Carlos Nunes Abreu formou parte dos seguintes elencos governativos na Região Autónoma da Madeira.

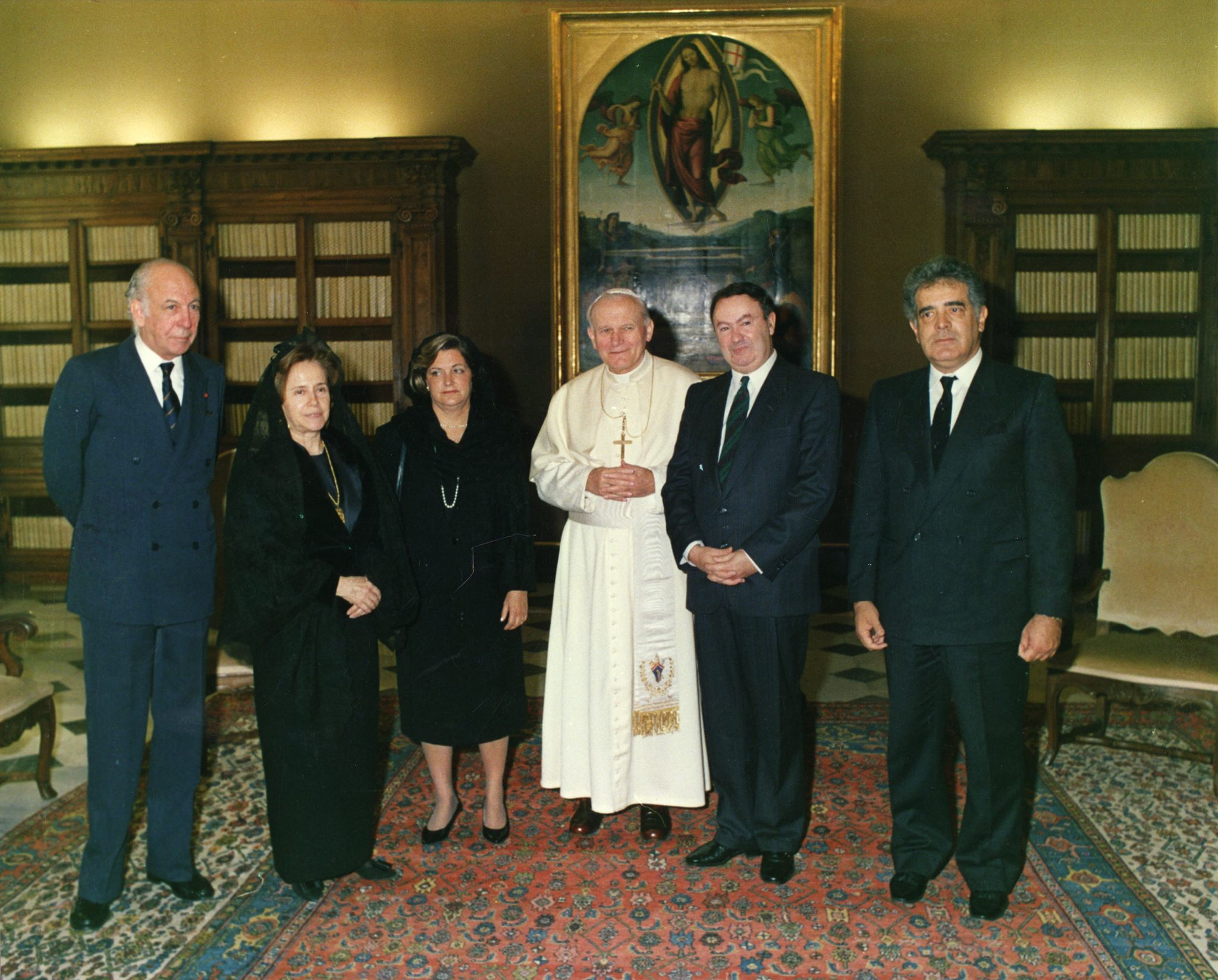
João Carlos Nunes Abreu acompanha o Presidente do Governo Regional da Madeira numa visita oficial a Sua Santidade o Papa João Paulo II, no Vaticano

- IV Governo Regional da Madeira
- V Governo Regional da Madeira
- VI Governo Regional da Madeira
- VII Governo Regional da Madeira
- VIII Governo Regional da Madeira
- IX Governo Regional da Madeira

## Turismo na Madeira
São da sua iniciativa as festas da Flor e do Vinho nos moldes actuais, bem como os desfiles de Carnaval, o Muro da Esperança, o Encontro de Bandas, e o Festival do Atlântico.
Fundou o Centro de Estudos da História do Atlântico. Foi o elo de ligação entre o Governo Regional e a Santa Sé na parte respeitante à organização para a visita de João Paulo II à Madeira.
Foi professor da Escola de hotelaria da Madeira. Foi Secretário das Festas do Fim do Ano da extinta Delegação de Turismo. Trouxe para a Madeira o “Pomme d’Or”, prémio atribuído à cidade do Funchal.

## Universo de memórias
Doou à cidade do Funchal cerca de 14 mil peças expostas no Centro Cultural de Santa Clara (Universo de Memórias de João Carlos Abreu). Este espaço acolhe a vasta coleção de artes decorativas adquirida pelo antigo Secretário Regional do Turismo e Cultura nas suas inúmeras viagens à volta do mundo. Encenado como um caleidoscópio, o "Universo de Memórias João Carlos Abreu" é um repositório de memórias construídas ao longo da sua vida de jornalista, viajante, poeta, escritor, político, ator e artista, na sua passagem por diversos países do mundo. De acordo com suas próprias declarações, o principal motivo para suas várias paixões está na sua origem como ilhéu, a ilha aparecendo para ele como um grande universo amplamente aberto a todo o mundo.

## Reconhecimento público
- Em 1991 recebeu a "Medalha de Honra Municipal" do Município de São Vicente pelos trabalhos de recuperação da Vila,
- Em dezembro de 2003 foi-lhe atribuído o doutoramento “Honoris Causa” em Ciências Sociais, pela Universidade de San Cyrillo.
- Em novembro de 2005 foi condecorado pelo Presidente da República, Dr. Jorge Sampaio, com o grau de “ Grande Oficial da Ordem de Mérito”.
- Em setembro de 2007, dia Mundial de Turismo, foi homenageado pelo Estado Português com a medalha de ouro de mérito,
- No dia 1 de julho de 2008, "Dia da Região", recebeu do Governo Regional da Madeira a " Insígnia Cordão Valor em Ouro",
- A 11 de abril 2013 é lhe atribuída a Medalha de Mérito Cultural "Jorge Amado" pelo Instituto Brasileiro de Culturas Internacionais
- Em 2014 recebe o "Diploma de Honra e Mérito - Portugueses de Valor" pelo contributo demonstrado em prol das Comunidades Portugueses.[7]
- Em 7 de Novembro de 2019, recebe o prémio Europeu ‘Lorenzo il Magnifico’, atribuído pela Academia Internacional Medicea, de Florença.[8][9]

## João Carlos Nunes Abreu nos Media
- O Jornalista Paulo Camacho publicou em 2012 a biografia de Joao Carlos Abreu no Blog Biografias da Madeira.[10]
- Sofia Lacerda do JM Madeira publicou na secção de cultura a reportagem JOÃO CARLOS ABREU HOMENAGEADO POR AMIGOS DE UMA VIDA, sobre uma gala de homenagem conduzida pelo jornalista Paulo Santos.[11]
- Gala de homenagem pela RTP Madeira com o Jornalista Paulo Santos, 14 de Julho de 2019.[12]
- Da Ilha e de Mim, série de 8 episódios realizados para a RTP Madeira.[3]
- Entrevista na revista "Leia FF" nr 57, Janeiro 2021, ISSN: 2183-993X.[13]